# Veszprém
Veszprém (słow. Vesprím, niem. Weißbrunn, słoweń. Belomost) – miasto na Węgrzech, stolica komitatu Veszprém.
Miasto przecięte jest przez strumień o nazwie Séd. Populacja miasta wynosi ponad 64,3 tys. (styczeń 2011 r.). Odległość między miastem a Budapesztem wynosi około 110 km. W mieście znajduje się stacja kolejowa Veszprém.

## Historia
Pierwsze ślady osadnictwa pochodzą z epoki kamiennej.
Od 1009 siedziba diecezji veszprémskiej, jednej z najstarszych katolickich diecezji na Węgrzech.
Istnieje hipoteza, że Bezprym, najstarszy syn Bolesława Chrobrego, był żupanem tego węgierskiego grodu (ówcześnie Vesprim alias Bezprem) .

## Zabytki i pomniki
- Zamek(inne języki) (Veszprém vára) – zespół zamkowy sięgający średniowiecza
- Katedra św. Michała (Szent Mihály-székesegyház)
- Kaplica Gizeli(inne języki) (Gizella-kápolna) – kaplica, sięgająca XIII w., nazwana imieniem królowej Węgier Gizeli
- Kościół św. Stefana z XVIII w. (barokowy)
- Kościół jezuitów z XVIII w. (barokowy)
- Kolumna Trójcy Świętej z XVIII w. (barokowa)
- Klasztor pijarów z XVIII w. (barokowy), przebudowany w XIX w.
- Kościół luterański z XVIII w. (barokowy)
- Wieża pożarowa(inne języki) (Tűztorony) z XIX w. (barokowa)
- Ratusz (Városháza) z XIX w.
- Gmach władz komitatu Veszprém (Megyeháza) z XIX w. (eklektyczny)
- Teatr Petőfiego(inne języki) (Veszprémi Petőfi Színház) – secesyjny gmach teatru z 1909 r., nazwanego imieniem węgierskiego poety Sándora Petőfiego
- Laczkó Dezső Múzeum(inne języki) z XX w.
- Pomnik króla Stefana I i królowej Gizeli z 1938 r.

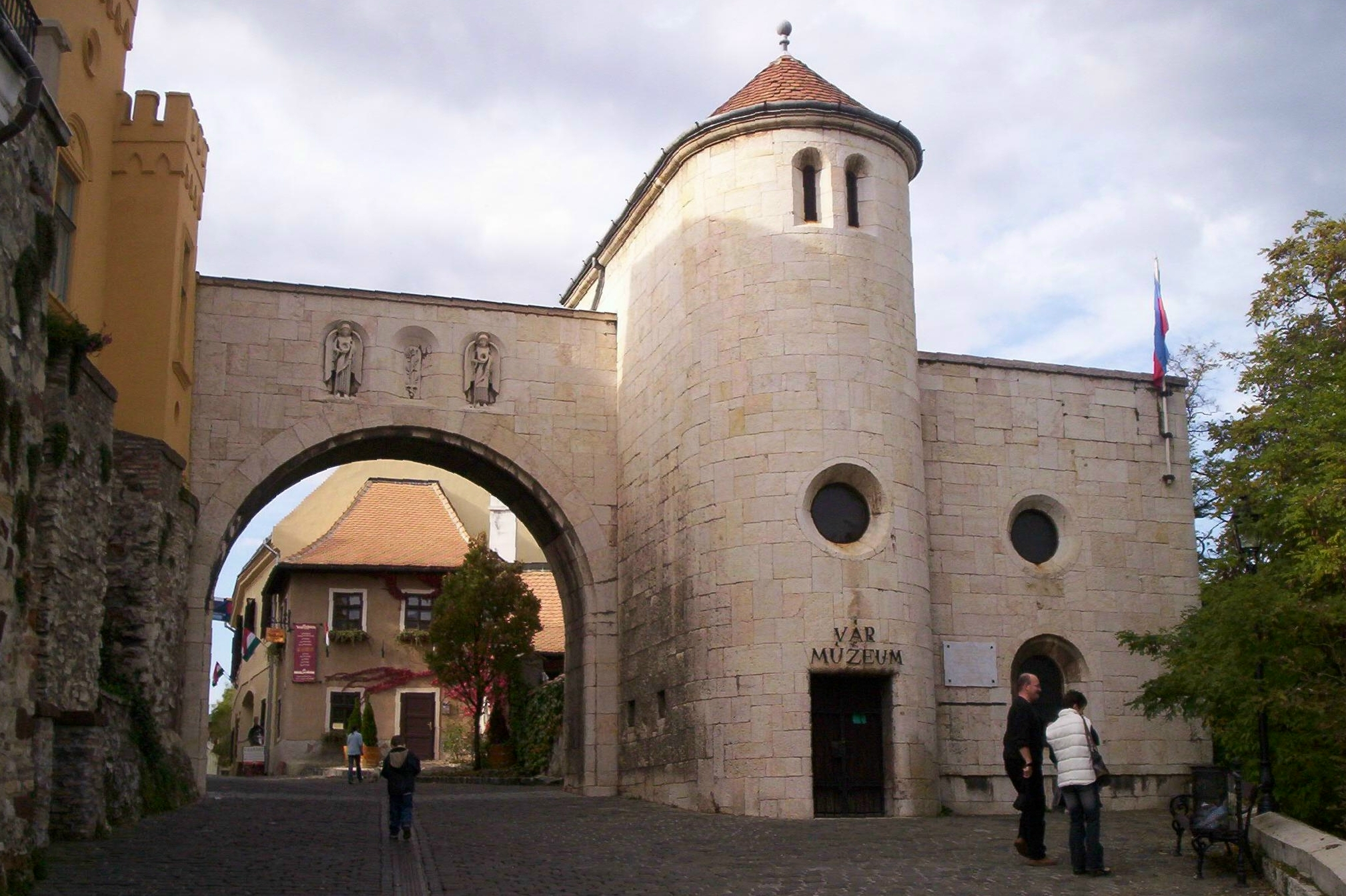
Brama zamkowa
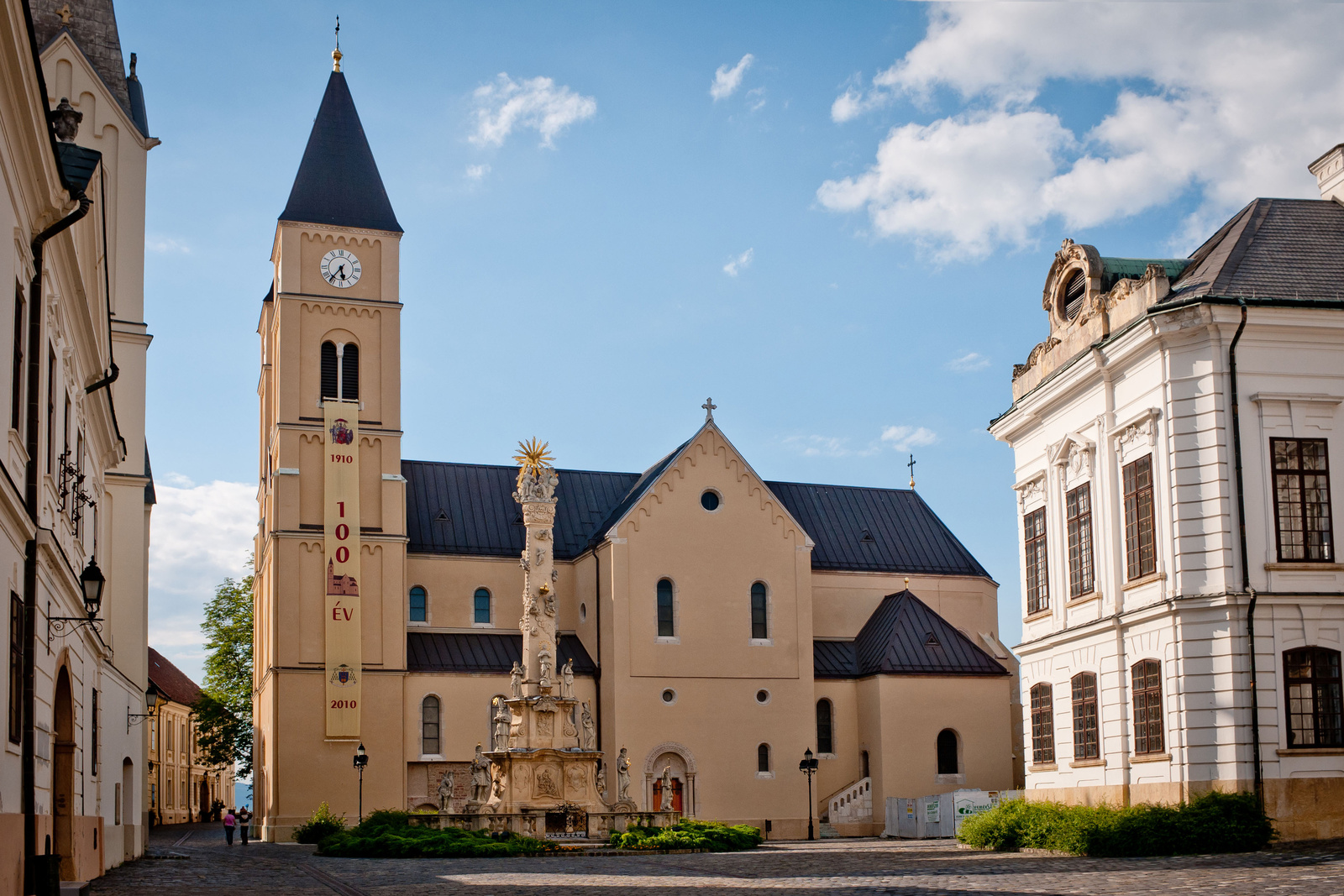
Katedra św. Michała
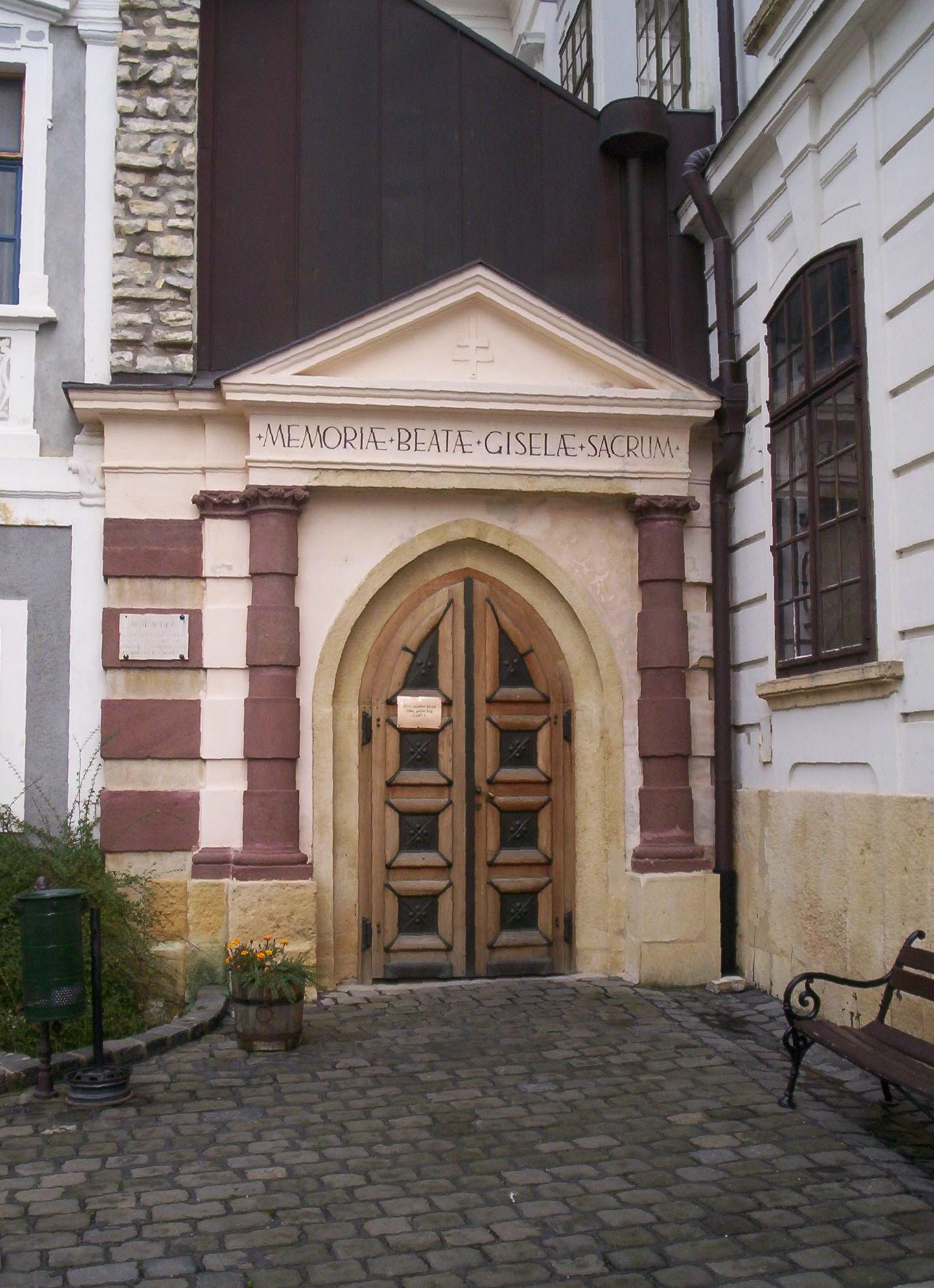
Kaplica Gizeli
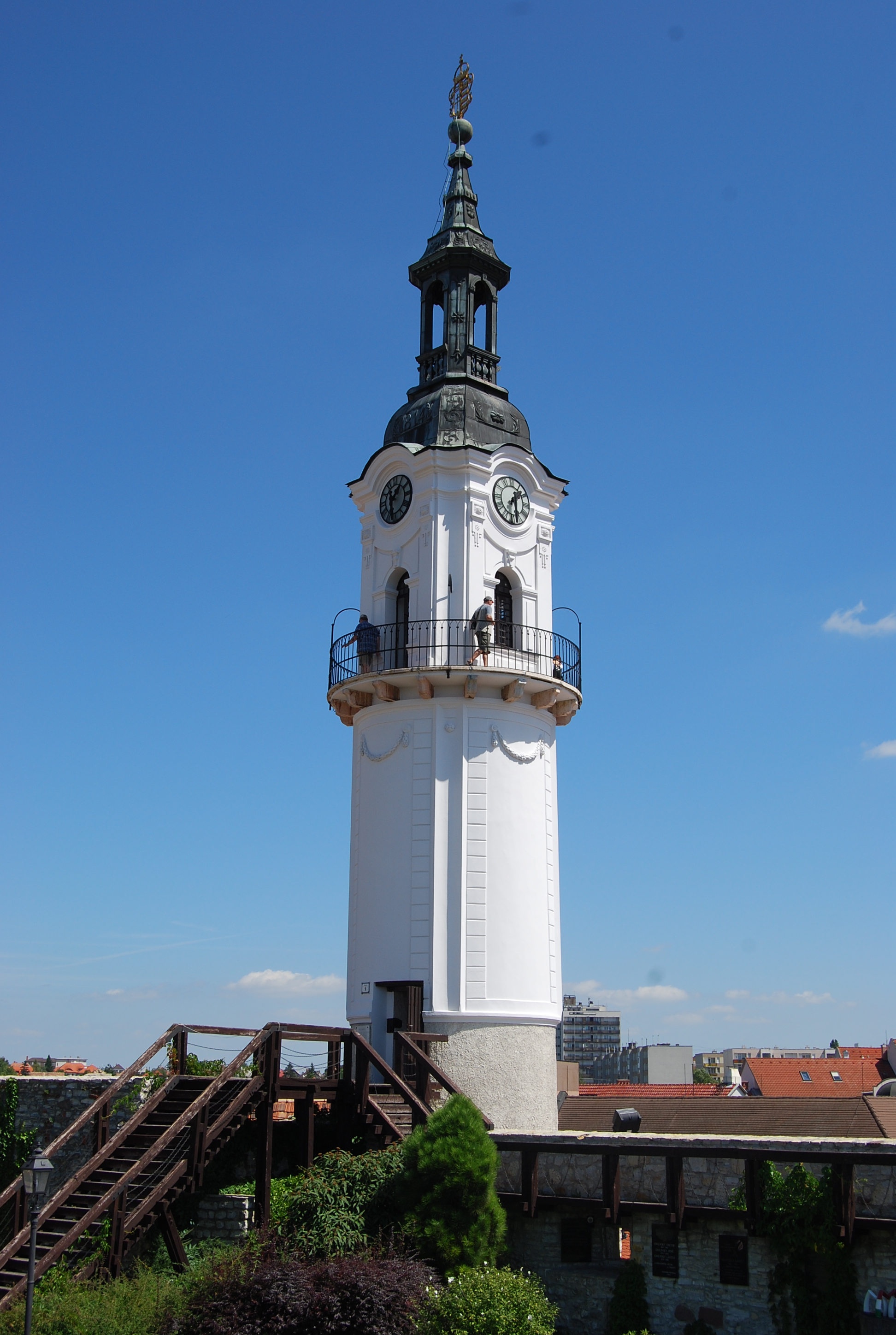
Wieża pożarowa
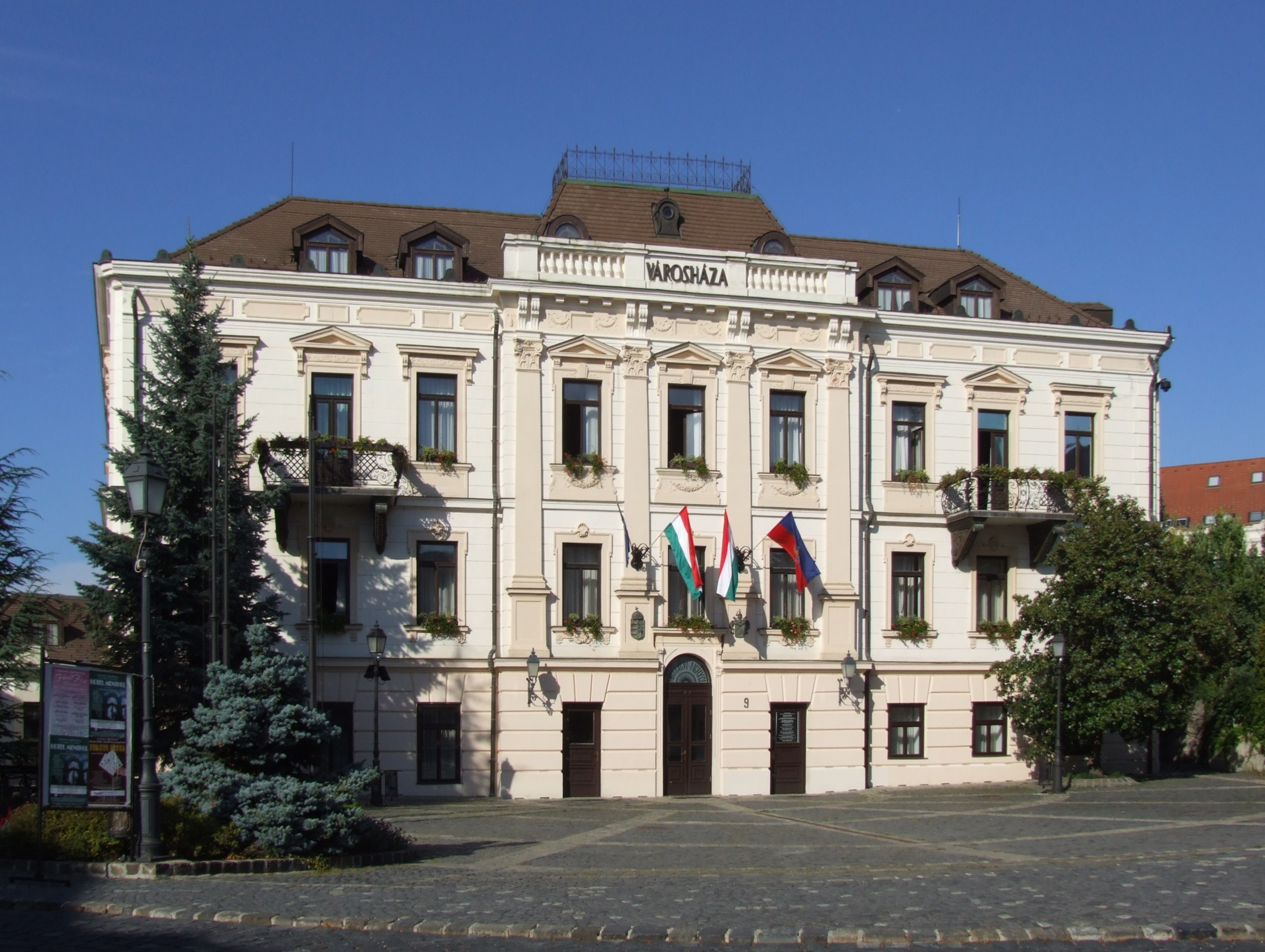
Ratusz

## Sport

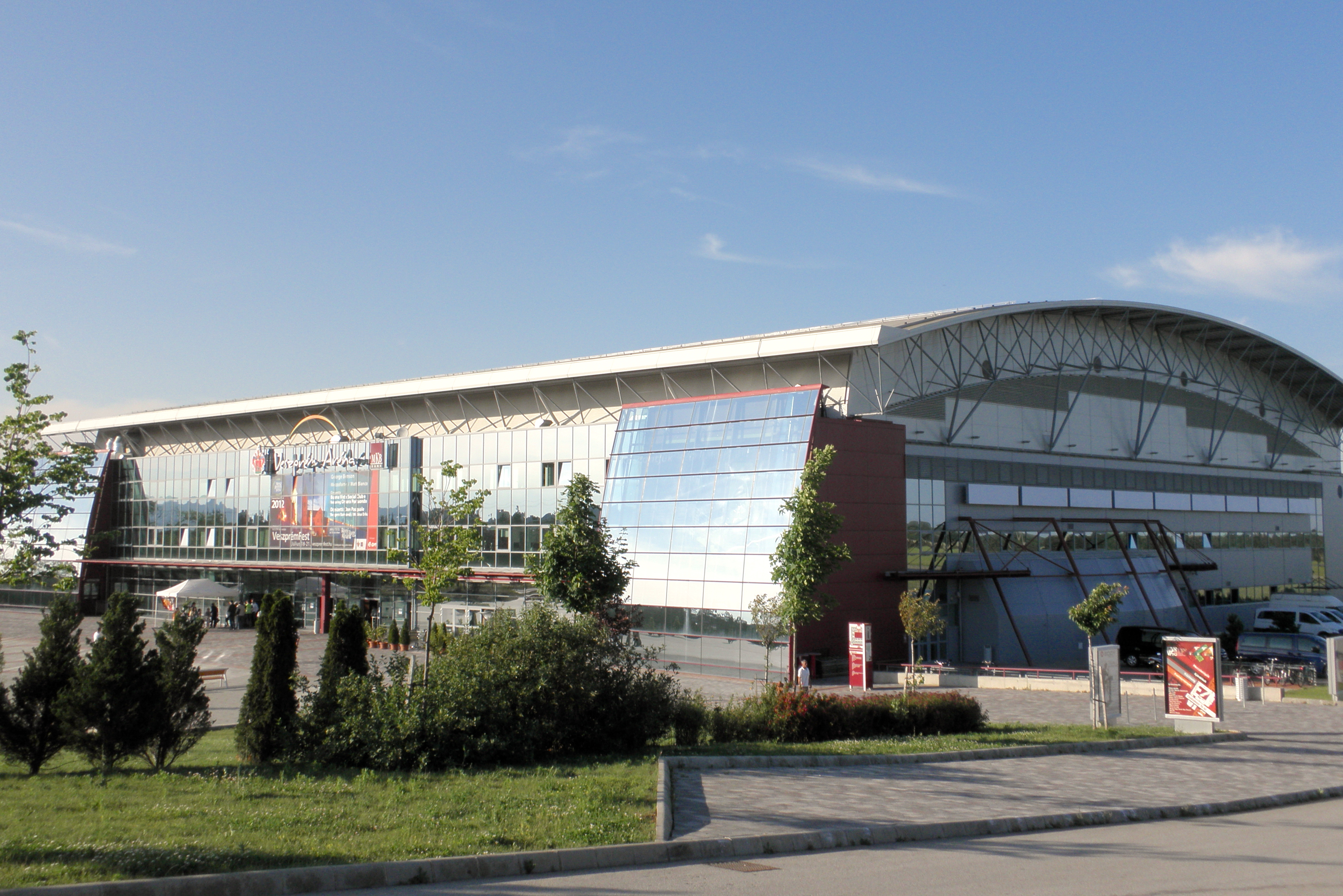
Veszprém Aréna

Veszprém jest siedzibą najbardziej utytułowanego węgierskiego klubu piłki ręcznej – Veszprém KSE, którego domową areną jest hala Veszprém Aréna. Funkcjonuje tu także klub piłkarski VLS Veszprém.

## Współpraca
Miejscowości partnerskie:
- Bottrop, Niemcy
- Gladsaxe, Dania
- Kursk, Rosja
- Ottignies-Louvain-la-Neuve, Belgia
- Pasawa, Niemcy
- Rovaniemi, Finlandia
- Sfântu Gheorghe, Rumunia
- Tarnów, Polska
- Tartu, Estonia
- Tirat Karmel, Izrael
- Žamberk, Czechy